# Microrégion d'Imperatriz

Localisation de la microrégion d'Imperatriz

La microrégion d'Imperatriz est l'une des trois microrégions qui subdivisent l'ouest de l'État du Maranhão au Brésil.
Elle comporte 16 municipalités qui regroupaient 550 108 habitants en 2006 pour une superficie totale de 29 484 km2.

## Municipalités[1]
- Açailândia
- Amarante do Maranhão
- Buritirana
- Cidelândia
- Davinópolis
- Governador Edison Lobão
- Imperatriz
- Itinga do Maranhão
- João Lisboa
- Lajeado Novo
- Montes Altos
- Ribamar Fiquene
- São Francisco do Brejão
- São Pedro da Água Branca
- Senador La Rocque
- Vila Nova dos Martírios